# 대도문화재단
삼일문화재단은 단군의 건국이념으로 민족문화창달을 도모하고 숭조사상 함양 및 문화유물 보존사업 전개하기 위하여 1989년 12월 5일 설립된 문화체육관광부 소관의 재단법인이다. 사무실은 인천광역시 연수구 청량로102번길 40-15 (옥련동)에 있다.

## 주요 사업
- 민족문화진흥 및 사회복지사업
- 고유의 민족예술 연구진흥 및 보급사업
- 전통문화유산 계승사업